# 瘋狂怪醫芙蘭
《瘋狂怪醫芙蘭》（日語：フランケン·ふらん、Franken Fran），標題直譯為「科學怪人少女」，是木木津克久創作的日本漫画作品，自2006年9月起在秋田书店的杂志《Champion RED》上连载。中文版由台灣東販發行。2009年9月随杂志发行了广播剧CD。
作品的主要内容是描写人造少女芙蘭运用她的医术幫助人们的故事。芙蘭被设定为類似科学怪人那样的人造人。

## 作品设定
世界设定：科技水準与发展状况与现实世界接近，存在着现实世界没有的奇异生命体。社会矛盾激烈，治安不良。
基本设定：芙蘭生活在豪宅中，有一群奇异生物服侍。她认为“活着的东西就应当活下去”，用高超的医术“帮助”人们。她的方法是“把人的身体改造成其需要的状态”。
因此本作被归类为“人体改造”题材，芙蘭被称为“人改娘”。

## 表现手法
作者木木津克久的作品数量较少，其代表作的画风较为古朴。擅长写实地描画生物体的解剖构造。本作出现了大量的肌肉、血液、内脏等画面。部分章节有暴力描写。部分章节出现了描写昆虫的画面。在描写人物的心理时，作者采用直观的表情、动作等现象描写，刻画细致。本作的故事题材较发散，并反映了一些实际问题和对人生的思考。故事情节的发展和结局往往出人意料。
芙蘭的设定保留了科学怪人的特征，身体上有明显的缝合线，头部有一对大螺丝般的电极。作者在早期的角色设定里把她画成一个中等身材的金发女子，而最终设定里她的身体很纤细，电极则较粗大。本作中出现了许多校园场景，芙蘭还会穿着校服到学校活动。
根据作品中的表现：
- 芙蘭在动手术时，覺得手不夠用可以裝上额外的手臂。
- 芙蘭的頭可以跟身體分開，頭在賞月身體在工作，不過作者沒有描述為何分開後依然身體可以工作。
- 芙蘭的眼球在受到剧烈冲击搖晃时会脱落，然后她会用手把它安装回去。
- 芙蘭可以承受枪弹的射击，大出血也不会影响她的活动，并能轻易地将自己受到的损伤治愈，具有一定的不死生物的特征。
- 芙蘭为了在他人面前做出“合适”的举动，会翻阅书籍来查出“这种情况下应该做什么”。

## 登場人物

### 芙蘭及斑木宅邸的人
芙蘭（ふらん）
- 住在斑木宅邸的美少女，與斑木沒有血緣關係的最高傑作，擁有魔改級的外科技術。據本人說是受託看守宅邸。
- 金色長髮，褐色雙眼，頭的兩側有巨大的電極，兩頰、頭上、身體上有著許多的縫合線。
- 樂於幫人實現願望，同時滿足她對人體的實驗慾，對於他人眼中自己的形象则缺乏自覺。
- 平時常常恍神，但有手術機會就會毫不考慮的動手。
- 缺乏醫學倫理跟現實道德觀，遇到準死體也會不顧後果地治活。
- 動怒起來是很可怕的，連死亡的權利都會剝奪。
- 需要上學，但時常未到學校。
- 過於天然呆，賺的錢除了維持研究與藥品等開銷外，還用於購買不同於科學認知的歐帕茲古物。
- 對斑木有愛慕之情，常幻想兩人有更親密關係。
- 有人以她的故事為題材拍過兩次電影，皆非本人參與演出，但內容都被改得都十分糟糕。

薇洛妮卡（ヴェロニカ）
- 斑木博士為了自身護衛所做出來的生體暗殺兵器，擁有強大的戰鬥力、爆裂物知識跟野外陷阱常識。
- 眼睛能辨識紅外光和紫外光，便於暗殺及夜行，喉嚨有外接一個「囊」，可以將毒物儲存在囊內避免進入胃部。
- 黑色短髮，身材嬌小，臉上有巨大的叉叉縫合疤痕，右手是巨大的斷頭刀，左手是銳利的短劍以及各式武器。
- 因为比芙兰晚制造而稱芙蘭姊姊大人（お姉様）。
- 大腦被埋入IC跟電極，受制於芙蘭。
- 跟芙蘭所持的哲學相反，與其不管任何型態的活著，還不如快速且沒有什麼痛苦地死去。
- 有幾次因為芙蘭將她留在手術檯或宅邸裡而動怒。
- 和沖田一樣常吐槽姊姊的脫線舉動，但心裡很關心她。
- 曾被實驗室的一隻蟑螂告白。
- 很怕幽靈之類的超自然事物。

加百列（ガブリール）
- 斑木博士改造人姐妹中的大姐，於單行本第六集登場，擁有一頭淺紫色捲髮。
- 個性目中無人、殘無人道、滿口粗話，和芙蘭、薇洛妮卡不同，對班木博士沒有仰慕的感情，反而對天使博士有特殊的感情。此外她曾試圖追殺芙蘭、薇洛妮卡。
- 外號「狂狼之嘉布里埃爾」，49話替天使博士代課化名為「嘉芙麗爾」。
- 為班木博士「某項技術」的實驗品，能力為變形者。
- 體內的骨骼、肌肉、臟器以及神經系統被分為許多小部份，可由自己的意志來自由操控所有部位，但身為變形者的意志必須非常強大，否則身體將會四分五裂而失去型態。其中狼的型態為嘉布里埃爾的常用型態。
- 擁有絕佳的嗅覺、觀察力，用來追蹤芙蘭以及查出襲擊天使博士的元兇。因為嗅覺屬於以分子為單位，因此替天使博士代課時造成了困擾，嘉布里埃爾形容簡直就是荷爾蒙地獄。
- 擁有秒殺薇洛妮卡的能力，芙蘭遇見她也只能選擇拋棄一半的身體逃跑。
- 因班木博士將宅邸交給芙蘭管理，使她不爽芙蘭霸著班木博士的財產。
- 在49話中如芙蘭、薇洛妮卡一樣安排了學校生活的劇情，唯一不同的是嘉布里埃爾的身分為老師而不是學生。由於辛辣的開導學生的方式，向嘉布里埃爾諮詢疑難雜症的學生多到大排長龍。

沖田（おきた）
- 有著年輕男人頭的人面貓（身体看起来是狗，但是第1卷故事中提到是猫）。
- 負責吐槽。雖是人類的頭腦，卻無法控制自身貓的本能，就連芙蘭用耍貓棒逗他也會忍不住回應。
- 芙蘭曾為他製作一副人工軀殼作為交通工具，此人工身軀也可作為臨時移植義體。
- 長相斯文帥氣，裝上人工軀體後相當受女性歡迎，雖然他只對母貓感興趣。

阿德蕾亞（アドレア）
- 全身布满繃帶只露出長髮，皮膚表面有许多拉链、方便取用臨時急用器官，為臟器倉庫。
- 在第三卷的封面中顯示，原本阿德蕾亞是個黑髮紫眼的女性，而書皮下阿德蕾亞的臉則是現在繃帶拆下後的樣子，為巨大的觸手口腔，雖然模樣恐怖但樂於助人。
- 改造前是位美女，因為男友欺騙將她的器官填補到他身上，導致阿德蕾雅內臟空缺死亡，於是被斑木博士改造，並把男友的器官全數「回收」。
- 藉著吃人補充移植出去的內臟。
- 很怕蟑螂。
- 新篇第42話使用芙蘭提供的特製人臉前往大學進修，因為容貌身材姣好和待人和善，吸引一眾男大學生，後來男大學生們為爭奪阿德蕾亞意圖對她和陪伴身邊的沖田不利，親眼見證沖田和阿德蕾亞的真面目仍不以為意，甚至自願被阿德蕾亞吞噬，最終男大學生們被阿德蕾亞和沖田帶回實驗室，經由芙蘭協助救回（但由於男大學生們有幾個成員身體被部份溶解，造成部份成員接受治療後的外型有所差別）。

哈烏爾（ハウル）
- 狗頭人身的管家（執事），稱芙蘭為大小姐（お嬢様）。
- 從事一般執事的工作，如泡茶、接電話、迎賓等。

佛拉哥（フラゴン）
- 戴帽、身披斗蓬的跟班之一，正體不明。
- 從嗅覺跟露出的部分特徵推測可能是豬面。

斑木直光
- 芙蘭、薇洛妮卡和嘉布里埃爾的創造者。二次大戰期間生化學部隊所屬，有「生物學的惡魔」稱呼的科學家。有着生物工學頂級的頭腦，外科手術連死人也可以復活，被稱為蜘蛛之絲（蜘蛛の糸）。
- 認為二次大戰是弒神的戰爭。
- 战后在海外从事研究工作，近年回到日本，现在下落不明。

### 其他登場人物
天使博士
- 斑木舊帝時代的友人，由于貢獻而被授與英國子爵爵位的科學家。
- 曾跟斑木打赌神的存在。

久宝刑事
- 負責刑案的警視廳精英。
- 短髮，戴眼鏡，目光銳利的女刑事。
- 因為不必要的直覺而被芙蘭捲入事件中，吃了不少苦頭（殺了不少人、死了不少次）。
- 之後芙蘭就常常找她「幫忙」。

蛟流
- 有着黑色长髮的美女，討厭蟑螂。EP.10初登場。
- 第二集書皮後漫畫中，她拆下繃帶時臉上有許多蟑螂鬚。

泉屋洋華
- 17歲的女高中生，和芙蘭同校。
- EP12初登場，因為無法抉擇兩個同時跟她告白的男生，於是答應了芙蘭的實驗-細胞分裂，之後一度引發不斷地分裂。

## 出版書籍
| 集數 | 秋田書店       | 秋田書店                | 台灣東販       | 台灣東販               |
| 集數 | 發售日期       | ISBN                    | 發售日期       | ISBN                   |
| ---- | -------------- | ----------------------- | -------------- | ---------------------- |
| 1    | 2007年11月20日 | ISBN 978-4-253-23311-8  | 2009年7月1日   | ISBN 978-986-176-953-0 |
| 2    | 2008年7月18日  | ISBN 978-4-253-23312-5  | 2009年9月15日  | ISBN 978-986-251-021-6 |
| 3    | 2009年3月5日   | ISBN 978-4-253-23313-2  | 2009年12月10日 | ISBN 978-986-251-081-0 |
| 4    | 2009年10月20日 | ISBN 978-4-253-23314-9  | 2010年3月15日  | ISBN 978-986-251-155-8 |
| 5    | 2010年6月18日  | ISBN 978-4-253-233-15-6 | 2010年8月20日  | ISBN 978-986-251-252-4 |
| 6    | 2011年1月20日  | ISBN 978-4-253-23316-3  | 2011年4月20日  | ISBN 978-986-251-435-1 |
| 7    | 2011年7月20日  | ISBN 978-4-253-23317-0  | 2011年10月24日 | ISBN 978-986-251-586-0 |
| 8    | 2012年2月20日  | ISBN 978-4-253-23318-7  | 2012年5月1日   | ISBN 978-986-251-736-9 |

瘋狂怪醫芙蘭 Frantic
| 集數 | 秋田書店       | 秋田書店               |
| 集數 | 發售日期       | ISBN                   |
| ---- | -------------- | ---------------------- |
| 1    | 2019年6月20日  | ISBN 978-4-253-23956-1 |
| 2    | 2020年3月19日  | ISBN 978-4-253-23957-8 |
| 3    | 2020年10月20日 | ISBN 978-4-253-23958-5 |

## 廣播劇CD
收錄内容
1. prologue (1:43)
2. PART1 CHRYSALIS -蟲- (19:58)
3. PART2 MY LITTLE SISTER -妹- (13:20)
4. PART3 LUST -肉欲- (16:40)
5. epilogue (2:24)

聲音演出
- 芙蘭：小清水亞美
- 薇洛妮卡：茅原實里
- 哈烏爾：斧篤志
- 歐茲瓦爾多：矢作紗友里
- 金田：桑谷夏子
- 田嶋：葛城政典
- 冷奈：井口裕香
- 大介：髙木俊
- 遠藤大輔
- 滝田樹里
- 宮坂俊藏
- 内匠靖明